# 禎州節度使
禎州節度使，五代十国南汉的节度使，治所在禎州（今广东省惠州市）。
五代十国南汉建立后，在禎州设立節度使，禎州下辖归善县、海丰县、博罗县、河源县。乾和十三年（955年），南汉中宗劉晟杀害禎州節度使、通王劉弘政。大寶十四年（971年），北宋灭南汉。北宋废除禎州節度使，禎州改属清海军节度使。